# Geranomyia bezzii
Geranomyia bezzii är en tvåvingeart som beskrevs av Alexander och Emery Clarence Leonard 1912. Geranomyia bezzii ingår i släktet Geranomyia och familjen småharkrankar. Inga underarter finns listade i Catalogue of Life.